# Hajoms kyrka
Hajoms kyrka är en kyrkobyggnad belägen i Hajom i Marks kommun. Sedan 2011 tillhör kyrkan Västra Marks församling (tidigare Hajoms församling) i Göteborgs stift.

## Kyrkobyggnaden
Kyrkan har en stomme av sten och består av ett rektangulärt långhus med tresidigt avslutat kor i öster. Vid norra sidan finns en vidbyggd sakristia. Väggarna är vitputsade invändigt såväl som utvändigt och genombryts av stickbågiga fönsteröppningar. Vid västra kortsidan finns två rundfönster samt ett lunettfönster. Ingångar finns på långhusets västra kortsida och södra långsida, samt på sakristians östra sida. Långhuset har ett sadeltak som är valmat över koret och belagt med enkupigt lertegel. Sakristian har ett sadeltak belagt med samma slags tegel.

### Tillkomst och ombyggnader
Äldsta stenkyrkan uppfördes sannolikt under äldre medeltid. Av denna återstår möjligen partier i det befintliga långhusets sydmur. 1685 dekorerades kyrkorummets takvalv med målningar utförda av Varbergskonstnären Olof Andersson. Någon gång mellan 1685 och 1774 byggdes innertaket om och målningarna försvann. På 1700-talet revs norra och östra väggen liksom koret. En ny vägg i norr murades upp och kyrkan blev bredare. Samtidigt byggdes nuvarande tresidiga kor. År 1837 förlängdes långhuset åt väster med omkring fem meter. En ny portal togs då upp. 1882 byggdes en sakristia vid kyrkans norra sida. En invändig renovering genomfördes 1894 då ny bänkinredning och altarring tillverkades och kyrkan målades om invändigt.
En omfattande in- och utvändig renovering genomfördes 1928-1929 efter program av arkitekt Axel Forssén. En ny sakristia byggdes som ersatte sakristian från 1882. I dess källarvåning byggdes en värmekammare för det nya värmesystemet som installerades. Putsen på kyrkorummets väggar lagades och hela interiören målades om. 1936 installerades elektrisk belysning. Vid en utvändig renovering 1953 genomfördes omfattande åtgärder på fasader och tak. Interiörens nuvarande utformning är resultatet av 1900-talets restaureringar, med syftet att framhäva kyrkans 1700-talskaraktär. Wibecks väl bevarade målningar med bibliska motiv togs fram 1929. Kyrkans 1600-1700-talsinteriör är välbevarad.

## Takmålningar
En bemålning av innertakets brädvalv utfördes första gången 1685 av konstnären Olof Andersson från Varberg. De övermålades emellertid 1774-1775 av en annan Varbergsmålare: Henrik Andersson Wibeck. Vid byggnadens förlängning 1836-1837 målades Wibecks takmålningar över och ännu en ommålning företogs 1894. Vid en renovering 1928 skrapades målningarna åter fram av konservator Carl Otto Svensson. Motiven är traditionella och man ser att Wibeck gått i lära hos styvfadern Ditlof Ross. I kortaket avbildas Treenigheten och bakom altaret finns en röd draperimålning. I långhuset visas den Yttersta domen och i väster Helvetet, fast utan plågade människor. Här finns bara små odjur i rök och eld. Längst i väster finns det parti som tillkom vid utbyggnaden 1837. Där finns moln som troligen tillkommit vid restaureringen 1928. Längs takets sidor finns tablåer med sex scener ur Jesu liv.

## Inventarier
- Predikstolen och läktarbröstningen målade Henrik Wibeck 1774-1775, fast de fem tavlorna i läktarens mitt verkar vara utförda senare av någon som efterliknat Wibecks stil.

### Dopfunten
Dopfunten i sandsten från senare delen av 1100-talet är i två delar. På cuppan (höjd: 79 cm) återges sex scener: tre ur Staffanslegenden och därtill ytterligare scener med Sankt Kristoffer samt hur Jesus frambärs i templet. Upptill har cuppan växtornament mellan två försänkta ritsar. Uttömningshål saknas och cuppan är delvis svårt vittrad och sprucken. Den gamla foten återfanns 1965 i kyrkogårdsmuren, så funten är sedan dess åter komplett.
- Altartavlan är från 1700-talet och har nattvarden som motiv.
- Predikstolen är från 1763. Dess korg är marmoreringsmålad i ljusblå kulör och har fyra sidor dekorerade med de fyra evangelisterna. Ljudtaket är sexsidigt med blåmålad insida och blåmarmorerad utsida. Under ljudtaket hänger en vitmålad duva.
- Nattvardskärl och paten är från 1780.

### Orglar
Nuvarande orgel, byggd 1968 av Tostareds Kyrkorgelfabrik, har sexton stämmor fördelade på två manualer och pedal. Fasaden härstammar från 1901 års orgel och äldre pipmaterial ingår i den nya. Hajoms kyrkas första orgel med sex stämmor var byggd 1855 av dess skollärare och klockare Hans Josefsson och en orgel byggd av honom finns bevarad i Hyssna gamla kyrka. År 1902 ersattes den av en orgel tillverkad Thorsell & Eriksson med sju stämmor.

### Klockstapel och klockor
- På kyrkogården vid kyrkans nordvästra hörn står en klockstapel från 1683. Den är byggd av trä och har konisk form med en åttasidig grundplan. Väggarna är klädda med faluröd lockpanel, men var från 1940-talet och fram till 1973 vitmålade. Åt öster och väster finns svartmålade ljudluckor. Åt norr och öster finns portar. Tak och spira är klädda med kopparplåt och kröns med en kyrktupp. I stapeln hänger två klockor.
- Lillklockan göts 1704 av Petter Böök i Göteborg. Den har inskriften: Deo Gloria in Ecxelso.
- Storklockan, som saknar inskrift, tillhör en senmedeltida normaltyp. Den köptes in först 1875.[3]

## Kyrkogården
I södra kyrkogårdsmuren finns en vitputsad stiglucka med sadeltak. Stigluckan återuppfördes 1928-1929 som ersättning för en tidigare stiglucka som revs 1864.

## Bilder

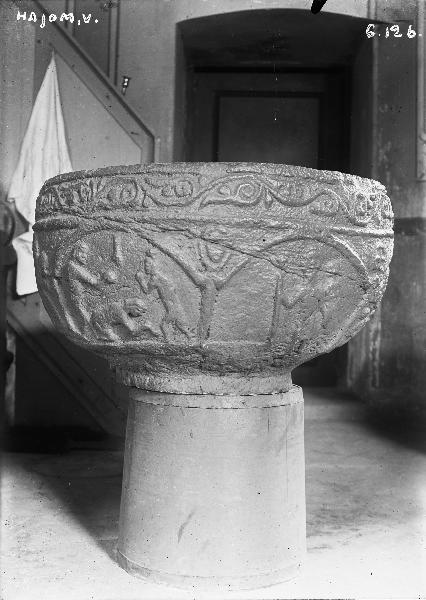
Staffan stenas. Den helige Kristoffer
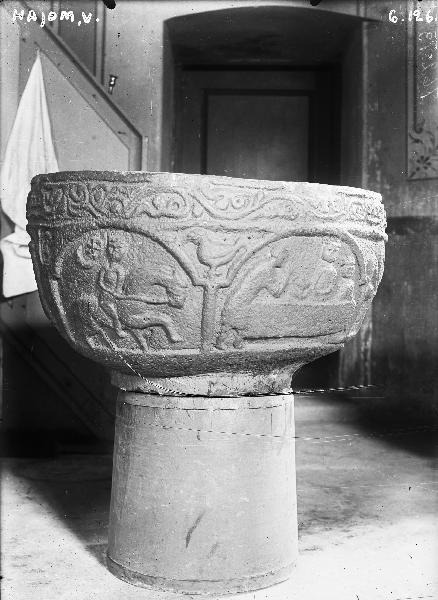
Staffan rider i natten. Herodes måltid.
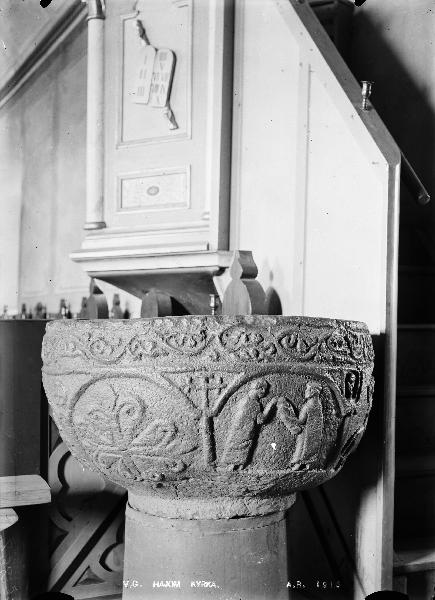
Strålande stjärna? Kristi frambärande.